# Cantone di Les Échelles
Il Cantone di Les Échelles era una divisione amministrativa dell'arrondissement di Chambéry.
È stato soppresso a seguito della riforma complessiva dei cantoni del 2014, che è entrata in vigore con le elezioni dipartimentali del 2015.
Comprendeva i comuni di:
- Attignat-Oncin
- La Bauche
- Corbel
- Les Échelles
- Entremont-le-Vieux
- Saint-Christophe
- Saint-Franc
- Saint-Jean-de-Couz
- Saint-Pierre-de-Genebroz
- Saint-Pierre-d'Entremont
- Saint-Thibaud-de-Couz